# Kahaloo
Kahaloo är ett underdistrikt i Bangladesh. Det ligger i den centrala delen av landet, 170 km nordväst om huvudstaden Dhaka.
Trakten runt Kahaloo består till största delen av jordbruksmark. Runt Kahaloo är det mycket tätbefolkat, med 1 411 invånare per kvadratkilometer.